# Историја Шведске
Историја Шведске може се пратити до топљења северних поларних ледених капа. Још од 12.000 година пре нове ере људи су насељавали ово подручје. Током читавог каменог доба, између 8.000. п. н. е. и 6.000 п. н. е, први становници су користили методе обраде камена за израду оруђа и оружја за лов, сакупљање и риболов као средства за преживљавање.
Шведска је до 1164. била паганска земља. Те године је покрштена, те је и добила своју бискупију, након што су немачки мисионари убедили краља да прихвати хришћанство. Тако је град Упсала, до тада центар нордијског паганизма са главним Упсалским храмом, постао центар католичке бискупије.
До 1520. године била је у саставу Данске. Године 1520. шведски краљ Густав Васа је подигао устанак и успешно поразио Данску. Швеђани су затим почели да се боре против доминације Ханзеатске лиге над балтичком регијом. Иако је Шведска била слабо насељена, имала је снажну Владу, а трговина са Енглеском и Холандијом се развијала. Швеђани су се борили у Естонији, и коначно освојили ту земљу до 1582. године.
У каснијим походима освојили су Карелију, источно од Финске и Лапоније на северу. Густав II Адолф рођен је 1594. године и постао краљ Шведске 1611. када му је било 17 година. Био је један од најзначајнијих шведских краљева. Као побожан и образован протестант, говорио је многе језике. Обновио је шведске градове, а индустрија је цветала. Шведске снаге бројале су само 40 000 војника, али Густав је од њих направио најбољу армију у Европи. До 1629. победио је армије Данске, Русије и Пољске, чиме је Шведска постала водећа сила северне Европе. У његово време водио се Тридесетогодишњи рат.
Шведска је по државном уређењу уставна монархија, на њеном челу је краљ Карл XVI Густаф од 1973. године.

## Праисторијска Шведска пре 800. године
Шведска има велики број петроглифа (hällristningar на шведском), са највећом концентрацијом у провинцији Бохуслен и северном делу округа Калмар, такође познатом као „Тјуст“. Најраније слике могу се наћи у провинцији Јемтланд из 5000. п. н. е. Оне приказују дивље животиње као што су лосови, ирваси, медведи и фоке. Период 2300–500. п. н. е. био је најинтензивнији период резбарења, са резбаријама пољопривреде, ратовања, бродова, домаћих животиња, итд. Петроглифи су такође пронађени у Бохуслену. Они датирају од 800. до 500. године пре нове ере.

### Пре 1700
- Forte, Angelo. Oram, Richard. Pedersen, Frederik. (2005). Viking Empires.
- Hudson, Benjamin (2005). Viking Pirates and Christian Princes: Dynasty, Religion, and Empire in North America. Oxford University Press. ISBN 978-0-19-516237-0.
- Moberg, Vilhelm, Paul Britten Austin (2005). A History of the Swedish People: Volume 1: From Prehistory to the Renaissance.[мртва веза]
- Österberg, Eva. Mentalities and Other Realities: Essays in Medieval and Early Modern Scandinavian History. Lund U. Press, 1991. 207 pp.
- Österberg, Eva and Lindström, Dag. Crime and Social Control in Medieval and Early Modern Swedish Towns. (1988). 169 pp.
- Porshnev, B. F. and Paul Dukes, eds. Muscovy and Sweden in the Thirty Years' War, 1630–1635. (1996). 256 pp.
- Roberts, Michael. (1968). The Early Vasas: A History of Sweden 1523–1611. Cambridge University Press. ISBN 978-0-521-06930-4.
- Roberts, Michael (1991). From Oxenstierna to Charles XII. Four Studies.
- Roberts, Michael. (1979). The Swedish Imperial Experience, 1560–1718.
- Thunberg, Carl L. (2011). Särkland och dess källmaterial.

### Од 1700
- Barton, H. Arnold. (1986). Scandinavia in the Revolutionary Era, 1760–1815. ISBN 978-0-8166-1392-2.
- Barton, Sunbar P (1925). Bernadotte: Prince and King, 1810–1844.. standard scholarly history
- Chatterton, Mark (1980). Saab: The Innovator. ISBN 978-0-7153-7945-5.
- Cronholm, Neander N. (1902). A History of Sweden from the Earliest Times to the Present Day.
- Frängsmyr, Tore, ed. Science in Sweden: The Royal Swedish Academy of Sciences, 1739–1989. (1989). 291 pp.
- Fry, John A., ур. (1979). Limits of the Welfare State: Critical Views on Post-War Sweden.
- Gustavson, Carl G (1986). The Small Giant: Sweden Enters the Industrial Era. Ohio University Press. ISBN 978-0-8214-0825-4.
- Hodgson, Antony (1985). Scandinavian Music: Finland and Sweden. Fairleigh Dickinson University Press. ISBN 978-0-8386-2346-6.
- Hoppe, Göran and Langton, John. Peasantry to Capitalism: Western Östergötland in the Nineteenth Century. (1995). 457 pp.
- Jonas, Frank (2019). Scandinavia and the Great Powers in the First World War.. online review
- Lagerqvist, Christopher, Reformer och Revolutioner. En kort introduktion until Sveriges ekonomiska historia, 1750–2010 (Lund 2013).
- Lewin, Leif (1988). Ideology and Strategy: A Century of Swedish Politics. Cambridge University Press. ISBN 978-0-521-34330-5.
- Metcalf, Michael F., ур. (1987). The Riksdag: A History of the Swedish Parliament.
- Misgeld, Klaus; Molin, Karl;, Amark, Klas (1993). Creating Social Democracy: A Century of the Social Democratic Labor Party in Sweden.
- Moberg, Vilhelm, Paul Britten Austin (2005). A History of the Swedish People: Volume II: From Renaissance to Revolution..
- Norberg, Johan (23. 10. 2013). How Laissez-Faire Made Sweden Rich. Cato Institute. Приступљено 15. 3. 2017.
- Olsen, Gregg M (1999). „Half Empty or Half Full? the Swedish Welfare State in Transition”. Canadian Review of Sociology and Anthropology. 16 (2): 241. doi:10.1111/j.1755-618X.1999.tb02030.x.
- Olson, Kenneth E (1966). The history makers: The press of Europe from its beginnings through 1965. LSU Press. стр. 33—49.
- Palmer, Alan (1991). Bernadotte: Napoleon's Marshal, Sweden's King. ISBN 978-0-7195-4703-4.
- Pred, Allan (1990). Lost Words and Lost Worlds: Modernity and the Language of Everyday Life in Late Nineteenth-Century Stockholm. University of Cambridge ESOL Examinations. ISBN 978-0-521-37531-3.
- Pred, Allan Richard (1986). Place, Practice and Structure: Social and Spatial Transformation in Southern Sweden, 1750–1850. Barnes & Noble. ISBN 978-0-389-20615-6.
- Roberts, Michael (1986). The age of liberty : Sweden, 1719-1772. Cambridge University Press. ISBN 9780521320924.
- Sejersted, Francis. (2011). The Age of Social Democracy: Norway and Sweden in the Twentieth Century. Princeton University Press. ISBN 978-0-691-14774-1.; Traces the history of the Scandinavian social model as it developed after the separation of Norway and Sweden in 1905.
- Söderberg, Johan;  . (1991), A Stagnating Metropolis: The Economy and Demography of Stockholm .1750–1850.. 234 pp.
- Waldenström, Daniel (2016). „The national wealth of Sweden, 1810–2014”. Scandinavian Economic History Review. 64: 36—54. S2CID 155012767. doi:10.1080/03585522.2015.1132759.

### Историографија и сећање
- Metcalf, Michael F. (1977). „The first "modern" party system?: Political parties, Sweden's Age of liberty and the historians”. Scandinavian Journal of History. 2 (1–4): 265—287. doi:10.1080/03468757708578923..
- Olsson, Ulf (2002). „Fluctuat nec mergitur: Economic history in Sweden at the turn of the century 2000.”. Scandinavian Economic History Review. 50 (3): 68—82. doi:10.1080/03585522.2002.10410819..
- Söderberg, Johan (1995). „Economic History in Sweden: Some Recent Research Trends ".”. NEHA Bulletin. 9 (1): 21—23..
- Thomson, Erik (2011). „Beyond the Military State: Sweden's Great Power Period in Recent Historiography”. History Compass. 9 (4): 269—283. doi:10.1111/j.1478-0542.2011.00761.x.
- Arnold, Martin (2006). The Vikings: culture and conquest. Hambledon Press.
- Bagge, Sverre. (2014). Cross and Scepter: The Rise of the Scandinavian Kingdoms From the Vikings to the Reformation. Princeton University Press.;
- Bain, R. Nisbet. (2014). Scandinavia: A Political History of Denmark, Norway and Sweden from 1513 to 1900. Cambridge University Press. ISBN 978-1-107-68885-8.
- Barton, H. Arnold. (1986). Scandinavia in the Revolutionary Era 1760–1815. University of Minnesota Press. ISBN 0-8166-1392-3.
- Birch J. H. S. (1938). Denmark In History.
- Cronholm, Neander N. (1902). A History of Sweden from the Earliest Times to the Present Day.
- Clerc, Louis; Glover, Nikolas; Jordan, Paul, ур. (2015). Histories of Public Diplomacy and Nation Branding in the Nordic and Baltic Countries: Representing the Periphery. Leiden: Brill Nijhoff. ISBN 978-90-04-30548-9. . online review
- Derry, T.K. (1965). „Scandinavia”.  Ур.: C.W. Crawley. War and peace in an age of upheaval, 1793-1830. The New Cambridge Modern History. Cambridge University Press. стр. 480—494. ISBN 9781139055857..
- Derry, T.K. (1979). A History of Scandinavia: Norway, Sweden, Denmark, Finland, Iceland. University of Minnesota Press. ISBN 0-8166-3799-7.
- Helle, Knut, ур. (2003). The Cambridge History of Scandinavia: Vol. 1. Cambridge University Press.
- Hesmyr, Atle (2015). Scandinavia in the Early Modern Era; From Peasant Revolts and Witch Hunts to Constitution Drafting Yeomen. Nisus Publications..
- Hodgson, Antony (1985). Scandinavian Music: Finland and Sweden. Fairleigh Dickinson University Press. ISBN 978-0-8386-2346-6.
- Horn, David Bayne (1967). Great Britain and Europe in the eighteenth century. стр. 236—69.. covers 1603–1702;.
- Ingebritsen, Christine (2006). Scandinavia in world politics. Rowman & Littlefield.
- Jacobsen, Helge Seidelin. (1986). An outline history of Denmark. Høst & Søn. ISBN 9788714286644.
- Jonas, Frank (2019). Scandinavia and the Great Powers in the First World War.. online review
- Lindström, Peter, and Svante Norrhem (2013). Flattering Alliances: Scandinavia, Diplomacy and the Austrian-French Balance of Power, 1648–1740. Nordic Academic Press..
- Mathias, Peter, ур. (1978). Cambridge Economic History of Europe. Vol. 7: Industrial Economies. Capital, Labour and Enterprise. Part 1 Britain, France, Germany and Scandinavia..
- Milward, Alan S, S. B. Saul, ур. (1973). The economic development of continental Europe: 1780–1870. стр. 467—536.
- Moberg, Vilhelm, Paul Britten Austin (2005). A History of the Swedish People: Volume II: From Renaissance to Revolution..
- Nissen, Henrik S., ур. (1983). Scandinavia during the Second World War. Universitetsforlaget.
- Olesen, Thorsten B., ур. (2004). The Cold War and the Nordic countries: Historiography at a crossroads. University Press of Southern Denmark..
- Otté, Elise C. (1894). Scandinavian History.
- Salmon, Patrick (2002). Scandinavia and the great powers 1890–1940. Cambridge University Press. ISBN 978-0-521-89102-8..
- Sejersted, Francis (2011). The Age of Social Democracy: Norway and Sweden in the Twentieth Century. Princeton UP.; Traces the history of the Scandinavian social model after 1905.
- Treasure, Geoffrey. (1990). The Making of Modern Europe, 1648–1780 (3rd изд.). стр. 494—526. ISBN 978-0-415-05136-1.. 2003).